# Herman af Trolle
Ivan August Georg Herman af Trolle, född den 24 november 1943 i Stockholm, är en svensk diplomat. 
Herman af Trolle är son till justitierådet Herved af Trolle och leg sjukgymnast Ingvor Eckerström. Efter fil kand-examen (tyska, franska och statskunskap) och jur kand-examen antogs han 1972 som aspirant i Utrikesdepartementet. Han tjänstgjorde bland annat i Kairo och London innan han blev föredragande i riksdagens utrikesutskott 1985. År 1987 återvände han till Regeringskansliet och fick en tjänst på svenska representationen vid Förenta nationerna i New York. Han var därefter stationerad som minister i Bonn innan han 1995 var tillbaka på Utrikesdepartementet i Stockholm där han bland annat var samordnare med ställning som ambassadör i kampanjen för en svensk plats i FN:s säkerhetsråd. Han var Sveriges ambassadör i Reykjavik 1999–2002 och i Bryssel 2003–2007. Åren 2007–2010 var han protokollchef på Utrikesdepartementet.  
Han är gift med ambassadör Ingrid Hjelt af Trolle.

## Utmärkelser
- Storkors av Isländska falkorden, 8 juli 2002.[1]
- Storkors av Italienska republikens förtjänstorden, 24 mars 2009.[2]